# Dă-te mare și tare!
Dă-te mare și tare! (titlu original: Be Cool) este un film american din 2005 regizat de F. Gary Gray. Este produs de Danny DeVito. Rolurile principale au fost interpretate de actorii John Travolta, Uma Thurman și Vince Vaughn.
Este bazat pe romanul Be Cool (1999) care este o continuare a romanului Get Shorty (1990) ambele fiind scrise de Elmore Leonard. Romanul Get Shorty a fost ecranizat ca Un mafiot la Hollywood (en. Get Shorty) în 1995.A avut premiera la 7 martie 2005 și a fost lansat pe  DVD la 7 iunie 2005. Producția filmului a început în 2003. Acesta a fost ultimul film al lui Robert Pastorelli care a murit cu un an înainte de premieră (la 8 martie 2004).

## Prezentare
Dă-te mare și tare! prezintă cum gangsterul Chili Palmer pătrunde în industria divertismentului.

## Distribuție
- John Travolta -  Chili Palmer
- Uma Thurman - Edie Athens
- Vince Vaughn - Roger "Raji" Lowenthal
- Cedric the Entertainer - Sin LaSalle
- André Benjamin - Dabu
- Christina Milian - Linda Moon
- Harvey Keitel - Nick Carr
- The Rock - Elliot Wilhelm
- Danny DeVito - Martin Weir
- Robert Pastorelli - Joseph "Joe Loop" Lupino
- Paul Adelstein - Hyman Gordon
- Arielle Kebbel - Robin
- Debi Mazar - Marla
- Gregory Alan Williams - Darryl
- Seth Green (nemenționat) - "Shotgun" the Music Video Producer
- James Woods - Tommy Athens
- George Fisher - Ivan Argianiyev
- Kimberly J. Brown - Tiffany
- Lewis Jordan - Harver James
- Alex Kubik - Roman Bulkin

Roluri cameo
- Aerosmith
  - Steven Tyler
  - Joe Perry
  - Tom Hamilton
  - Brad Whitford
  - Joey Kramer
- Wyclef Jean
- The Black Eyed Peas
  - will.i.am
  - Fergie
  - apl.de.ap
  - Taboo
- Sérgio Mendes
- Gene Simmons
- Fred Durst
- RZA
- Anna Nicole Smith
- Della Reese
- Kobe Bryant
- moe. (Sticker only)
- The Pussycat Dolls
- Rocco Botte